# ATS D2
Chronologie des modèles (1979)
ATS D1 ATS D3
L'ATS D2 est une monoplace de Formule 1, engagée par l'écurie Auto Technisches Spezialzubehör, ayant participé au championnat du monde de Formule 1 1979 avec Hans Joachim Stuck.

## Historique
L'ATS D2 est une ATS D1 améliorée sur le plan de l'effet de sol, évolution qui ne suffit pas à améliorer ses résultats. En Grande-Bretagne, la monoplace ne parvient pas à se qualifier puis elle ne prend pas le départ des  Grand Prix automobile d'Argentine 1979 et en Grand Prix automobile de France 1979. 
La monoplace est le plus souvent qualifiée en fond de grille, autour de la vingtième place, sauf à Monaco où Hans-Joachim Stuck se qualifie douzième. Stuck ne termine que deux courses cette saison, en Espagne où il se classe vingt-et-unième et en Belgique où il finit huitième. Il est disqualifié du Grand Prix automobile des États-Unis Ouest 1979 pour avoir reçu de l'aide extérieure. 
La voiture est remplacée, à partir du Grand Prix d'Allemagne, par l'ATS D3 qui permet à Stuck de marquer deux points lors du dernier Grand Prix, aux États-Unis Est.